# Becky
Cette page contient des caractères spéciaux ou non latins. S’ils s’affichent mal (▯, ?, etc.), consultez la page d’aide Unicode.
Pour les articles homonymes, voir Becky (homonymie).
Becky (ベッキー, Bekkī, nom de scène de Rebecca Eri Ray Vaughn, née le 6 mars 1984 à Kanagawa, au Japon) est une actrice, animatrice de télévision et chanteuse japonaise populaire, de mère japonaise et de père anglais. Elle débute en 1999 comme animatrice dans l'émission pour enfants Oha Suta (Oha Star), aux côtés de Aya Ueto qui deviendra une amie. Elle tourne ensuite dans plusieurs drama, et apparait dans de nombreuses émissions de télévision (par exemple, Waratte iitomo!) et campagnes publicitaires, devenant même la personnalité la plus populaire de la télévision japonaise en 2008 d'après le magazine Japan Today. Après avoir participé à plusieurs disques en tant que « Becky », elle commence une carrière de chanteuse chez EMI Music Japan en 2009 sous l'appellation Becky♪♯, son premier single se classant dans le top 10 à l'Oricon.

## Discographie

### Becky

#### Singles
- 1999 : Sora Tobu Pokémon Kids (そらとぶポケモンキッズ?)
- 2002 : Densetsu no Starfy (伝説のスタフィー?)
- 2002 : Sarara (さらら?)
- 2003 : Horiken Size II (ホリケンサイズII?)
- 2005 : Hello! Thank You! (ハロー！サンキュー！?)
- 2006 : Himawari (向日葵?)

#### Albums (participations)
- 2004 : Act4 (chansons Himawari, Deco Boco, et Chocoate)
- 2006 : Tribute to Avril Lavigne: Master's Collection (chanson Sk8er Boi)
- 2009 : Yesterday Once More: Tribute to the Carpenters (chanson Sing)

### Becky♪♯

#### Singles
- 02.12.2009 : Kokoro Komete (心こめて?)
- 03.02.2010 : Suki Dakara" (好きだから?)
- 20.07.2010 : Emerald/Korokoro Magokoro (エメラルド/ころころマゴコロ?)
- 01.12.2010 : Yozora no Love Song (冬空のLove Song?)
- 15.06.2011 : Kaze no Shirabe (風のしらべ)のしらべ?)
- 27.06.2012 : Yaruki Switch (ヤルキスイッチルキスイッチ?)
- 12.12.2012 : MY FRIEND 〜Arigatou〜 (MY FRIEND 〜ありがとう〜?)

#### Albums
- 24.02.2010 : Kokoro no Hoshi (心の星?)
- 13.07.2011 : Kaze to Melody (風とメロディー?)

## Filmographie

### Films
- A Gambler's Odissey (2020)
- First Love (2019)
- Bokutachi no Koukan Nikki (2013)
- Eight Ranger (2012)
- Nodame Cantabile: The Movie II (2010)
- Nodame Cantabile: The Movie I (2009)
- Hana Yori Dango -Final- (2008)
- Makoto (2005)
- Mask 2 (2005)
- Noel (2003)
- Hello! Oswald (2001)

### Drama
- 2011 : Proposal Kyôdai〜Umare junbetsu otoko ga kekkonsuru hôhô (プロポーズ兄弟〜生まれ順別 男が結婚する方法)
- 2009 : Kochira Katsushika-ku Kameari Koen-mae Hashutsujo
- 2008 : Hontou ni Atta Kowai Hanashi
- 2008 : Nodame Cantabile Special Lesson (のだめカンタービレ)
- 2006 : Walkers (ウォーカーズ)
- 2006 : Anna-san no Omame (アンナさんのおまめ)
- 2006 : Detective Conan (名探偵コナン)
- 2006 : Taiyou no Uta (タイヨウのうた)
- 2006 : Toritsu Mizusho! (都立水商!)
- 2006 : Yaoh (夜王)
- 2006 : Rondo (輪舞曲)
- 2004 : Hikeshiya Komachi (火消し屋小町)
- 2004 : Ace o Nerae! (エースをねらえ!)
- 2003 : Stand Up!!
- 2003 : Blue Moshiku wa Blue (ブルーもしくはブルー)
- 2003 : Boku no Mahou Tsukai (ぼくの魔法使い)
- 2002 : Tsūhan Man (ツーハンマン)
- 2001 : Ultraman Cosmos (ウルトラマンコスモス)
- 2001 : Churasan (ちゅらさん)